# Urtaca
Urtaca (en cors Urtaca) és un municipi francès, situat a la regió de Còrsega, al departament d'Alta Còrsega. L'any 1999 tenia 172 habitants.

## Demografia
| 1962 | 1968 | 1975 | 1982 | 1990 | 1999 |
| ---- | ---- | ---- | ---- | ---- | ---- |
| 220  | 220  | 198  | 178  | 155  | 172  |

## Administració
| Període | Identitat                      | Partit | Qualitat |  |
| ------- | ------------------------------ | ------ | -------- |  |
| 2001-   | Françoise Xavière Montecattini |        |          |  |